# Cerro Pozo Negro
El Cerro Pozo Negro (8°12′29″N 71°47′57″O / 8.208, -71.7992) es una formación de montaña ubicada al sur de Ejido y al oeste del monumental Pico El Toro, Estado Mérida, Venezuela. A una altitud de 3.193 m s. n. m. el Cerro Pozo Negro es una de las montañas más alta en Mérida.

## Ubicación
El Cerro Pozo Negro se encuentra en el extremo norte del Municipio Arzobispo Chacón, sobre un gran estrecho de varios kilómetros de páramo andino en el corazón de la Cordillera de Mérida entre el Páramo Las Coloradas al Oeste y el Páramo San José al este al norte del poblado de Mijará.